# Enos Gunja
Enos Gunja  es un escultor de Zimbabue, nacido el año 1949 en Guruve.

## Datos biográficos
Enos Gunja es de la gente de la Core-Kore, una rama del grupo Shona; su tótem es el león. Después de la clase de sexto grado, trabajó como grabador de bloques y en un equipo para erradicar la mosca tsé-tsé. En 1967 se unió a la primera generación de escultores en la aldea de artistas de Tengenenge. Desde 1982 trabaja como cocinero en un hospital de Guruve, pero dedicado cada minuto libre de la escultura. Enos Gunja vive en Guruve, está casado y tiene ocho hijos, algunos de los cuales - como Bester y Master - también son escultores profesionales.

## Obras
La forma original de sus esculturas, figuras poderosas con cuerpos musculados que de forma conmovedora portan a la espalda un niño, están cargadas de historias. Considerado un maestro entre sus colegas, Enos Gunja presenta su obra en la sede de la Asociación de Artistas en Ruwa. Allí cuenta las historias de sus obras, siendo narrador y poeta.

## Exposiciones
Enos Gunja es miembro de la Asociación de Artistas Amigos para siempre (ver Friends Forever de la Wikipedia en alemán), grupo con el que ha participado en sus exposiciones colectivas en Viena, Berlín, Moscú, Barcelona, Helsinki, Washington D. C., Atlanta y otras ciudades importantes, sus obras siempre fueron prominentes.